# تاريخ المثليين في إسرائيل
قُنِنَ النشاط الجنسي المثلي في دولة إسرائيل في عام 1988، وحُظٍرَت أشكال مختلفة من التمييز خلال التسعينيات. تركز النقاش منذ ذلك الحين على الاعتراف بالشراكات المدنية المثلية والحقوق التي تمنحها، بما في ذلك الميراث والإقامة وتبني الأطفال. كما يعتبر تنظيم مسيرات فخر المثليين أمرا مثيرًا للجدل في بعض الأحيان في البلد.

## القرن ال 19
حكمت الإمبراطورية العثمانية منطقة إسرائيل وفلسطين الحديثة كجزء من سوريا العثمانية. وألغت في عام 1858 القوانين التي تجرم النشاط الجنسي المثلي بين الذكور الموجودة حينها في قانون العقوبات (المادة 198) وقننتها طالما كانت العلاقة بالتراضي وكان الشريك فوق سن الرشد.
هرب المهاجرون اليهود الأشكناز ابتداء من عام 1882 من الإمبراطورية الروسية إلى فلسطين العثمانية في سلسلة من الموجات هربًا من تصاعد معاداة السامية، بتشجيع من اقتراح بيرتز سمولينسكين بأن يهاجر اليهود إلى إسرائيل في حركات كبيرة. يمكن النظر إلى حث سمولينسكين لليهود الأوروبيين على أنه مقدمة للصهيونية بزعامة تيودور هرتزل. من غير المعروف ما إذا كان النمو في الفروق الدقيقة للمثلية الجنسية قد بدأ مع أي من المستوطنين الروس الأوائل، حيث أن الأراضي التي هاجروا منها كانت مأهولة إلى حد كبير بسمات ثقافية معادية للمثليين. ومع ذلك، من المحتمل أن تكون الآراء حول المثلية الجنسية اختلفت بشدة بين المثقفين اليهود ورجال الدين عند الهجرة وعند إنشاء المستوطنات الزراعية في المنطقة، إذ بدأ الروس اليهود مؤخرًا فقط في الاندماج في المجتمع الروسي السائد بعيدًا عن نطاق الاستيطان.

## القرن ال 20

### بين عقدي 1900–1950

منطقة الانتداب البريطاني على فلسطين التي مُنحت لبريطانيا عام 1923.

مُنح الانتداب البريطاني على فلسطين إلى بريطانيا عام 1923 بعد تفكك الإمبراطورية العثمانية في أعقاب أحداث الحرب العالمية الأولى. اهتم البريطانيون قليلا بسكان فلسطين. بدأ التدخل البريطاني فيما يتعلق بالجنس والحقوق الجنسية من حيث الاستبيانات التي من شأنها أن تسأل السكان الفلسطينيين حول ممارساتهم الجنسية وحول ما اعتبروه غير طبيعي وغير أخلاقي. كُشِف وجود العديد من الطرق للتعبير الجنسي «غير الطبيعي» في فلسطين بما في ذلك النشاط الجنسي المثلي بين فتيان المدارس والنشاط الجنسي المثلي بين الإناث الذي تم إلقاء اللوم عليه بحجة التأثيرات من البلدان المجاورة مثل سوريا ومصر. ، اعتبرت هذا النشاط الجنسي المثلي غير طبيعي وغير أخلاقي بالنسبة للمستعمرين البريطانيين على الرغم من أنها لم تعتبر مرفوضة لسكان فلسطين. وهكذا، كانت بريطانيا طوال فترة الانتداب البريطاني تدمج ببطء سياساتها المعادية للمثليين في حياة السكان الفلسطينيين. كان القادة البريطانيون حتى عام 1948 عندما تم تقسيم الانتداب البريطاني لمنح الأرض للشعب اليهودي يشجعون على تجريم ومعاقبة النشاط الجنسي المثلي الذي قرروا أنه إما غير طبيعي أو غير أخلاقي أو كلاهما. كان السكان الفلسطينيون يعرفون قبل تدخل بريطانيا وفي بداية تدخلها أن النشاط الجنسي المثلي بالنسبة لكلا الجنسين موجودة في مجتمعهم. واعتبروا هذه الأفعال غير طبيعية ولكن لم يعتبروها غير أخلاقية لأسلوب الحياة. بدأ السكان بعد التدخل البريطاني في تجريم هذا النشاط واستمر هذا التجريم في تطور دولة إسرائيل في عام 1948.

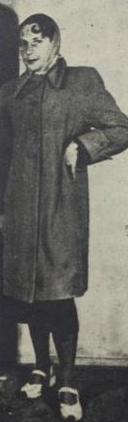
رينا ناتان عابرة جندريا إسرائيلية ترتدي ملابس نسائية.

استمرت حكومة إسرائيل الأولى 1949 التي تشكلت حديثًا في التقاليد البريطانية في إنفاذ قوانينها المتعلقة بتجريم النشاط الجنسي المثلي بالإضافة إلى الأفعال الأخرى التي اعتبرته الحكومة غير أخلاقي أو غير طبيعي بما في ذلك «السيولة الجندرية» (بالإنجليزية: gender fluidity)‏. قُبِض على امرأة إسرائيلية اسمها رينا ناتان في الخمسينيات من القرن الماضي لارتدائها ملابس متقاطعة، مما يعني أنها كانت ترتدي ملابس نسائية بينما كانت لا يزال جنسها البيولوجي ذكرا. ٱعتقلت بناء على مخالفة النظام العام. خلصت الحكومة في وقت لاحق إلى أنهم لا يستطيعون فرض رسوم عليها لارتدائها ملابس نسائية وأفرجت عنها في النهاية. أصبحت بعد اعتقالها ذات صوت عالٍ جدًا في المجال السياسي الإسرائيلي فيما يتعلق بحقوق الجندر والعابرين جندريًا، حتى أنها عُرفت كأول ناشطة في مجال حقوق العابرين جندريًا في إسرائيل. وكانت تحتج على وجه التحديد ضد سياسات الحكومة الإسرائيلية وقوانينها التي تحرمها من حقها في العلاج وتحرمها من الموارد المناسبة للعبور جندريا من ذكر إلى أنثى. كان المدعي العام حاييم كوهن والذي منعها على وجه التحديد من إجراء جراحة إعادة تحديد الجنس مصمماً في عام 1954 على التأكد من أن ناتان لن تخضع لعملية جراحية. قطعت ناتان العضو الذكري الذي ولدت به بعد ذلك بعامين. واضطرت المستشفيات الإسرائيلية بعد ذلك إلى علاجها وأصبحت رينا ناتان أول امرأة عابرة جندرياً في إسرائيل. كانت رينا ناتان بعد عبورها الجندري امرأة حسب الجنس وفي عيون المجتمع، لكن الحكومة الإسرائيلية لم تغير الاسم والجنس في جواز سفرها، والذي ظل كاسم ولادتها كذكر. ستمهد ناتان الطريق لحقوق ر والعابرين جندريا في إسرائيل. إذ أعطت حقوق العابرين جنسياً مجالاً من التأثير في النشاط، وستؤدي أفعالها وكفاحها الحكومة الإسرائيلية إلى الاعتراف القانوني وإعادة تعيين الجنس في وقت لاحق في عام 1986.

### في الستينيات
نشرت رينا بن-مناحيم في عام 1960 ذاتيًأ كتابها الأول بعنوان "הדווקאים"، وصفت فيه مشاهد لمثليي ومثليات الجنس في إسرائيل من تجربتها الشخصية.
شجب القاضي حاييم كوهن في عام 1963 القوانين التي تجرم النشاط الجنسي المثلي، مشيرًا إلى أنه عفا عليها الزمن وأن النشاط الجنسي بالتراضي لم يكن جنائيا ولا خاطئا من الناحية الأخلاقية. ثبط القاضي كوهن محاولات السلطات تطبيق هذه القوانين من خلال إدانتها.
افتتح أمير شارون في عام 1968 أول حانة للمثليين في تل أبيب في شقة خاصة. بدأت نوادي المثليين بعد ذلك حول المناطق الحضرية الإسرائيلية بالظهور بشكل علني أكثر.

### السبعينيات
تأسست في عام 1975 أول منظمة إسرائيلية لحماية حقوق المثليين والمعروفة حينها بإِسم «جمعية حماية حقوق الأفراد». (أنظر: أغودا — تاسكفورس المثليين الوطنية)
أصبحت «أليزادا» (بالإنجليزية: Alizada)‏، وهي كلمة باللغة العبرية تعني «سعيد» («أليز») أول مسيرة فخر للمثليين في إسرائيل في 17 سبتمبر 1977.

### الثمانينيات
بدأت شولاميت ألوني في لفت الانتباه إلى حقوق المثليين في القانون الإسرائيلي في بداية الثمانينيات. ٱلغي تجريم النشاط الجنسي المثلي بالتراضي بين البالغين في عام 1988 وذلك بموجب التعديل رقم 22 لقانون العقوبات الإسرائيلي. كما شرعت قوانين في الثمانينيات أيضًا تحمي ضد التمييز الوظيفي للإسرائيليين المثليين والمثليات.

### التسعينيات
- صدر تشريع في عام 1992 يحظر التمييز في العمل على أساس التوجه الجنسي مع بعض الاستثناءات للمنظمات الدينية.
- راجع الكنيست الإسرائيلي في عام 1993 القوانين العسكرية بحيث يمكن للإسرائيليين المثليين والمثليات ومزدوجي التوجه الجنسي أن يخدموا علنا وعلى قدم المساواة مع نظرائهم المغايرين؛ بما في ذلك الوحدات الخاصة.
- نُظم موكب الفخر الأول في تل أبيب عام 1993.
- ألقت عضوة الكنيست يائيل دايان خطابًا حماسيًا أمام الكنيست من أجل حقوق المثليين والمثليات في إسرائيل، نقلاً عن مقاطع من التوراة تتعلق بعلاقة ديفيد وجوناثان.
- قُنِنَت في عام 1994 المساكنة غير المسجلة لأول مرة.
- مثلت دانا إنترناشيونال وهي امرأة عابرة جندريا إسرائيل في مسابقة الأغنية الأوروبية 1998 في عام 1998 وفازت فيها بأغنيتها «ديفا».

## القرن ال 21

### عقد 2000

#### بين عامي 2000 و 2004

##### حقوق الأسرة والعلاقة
- رفضت إحدى محاكم الأسرة الإسرائيلية في 17 مارس 2002 طلباً من شريكتين مثليتين للاعتراف باتحاد الشراكة المسجلة بينهما قانونيًا في إسرائيل. دخلت الشريكتان في شراكة الحياة المسجلة في ألمانيا. أرادت الشريكتان أن تعترف المحكمة بشراكتهن على أنها زواج مدني بموجب القانون الإسرائيلي. حكمت المحكمة بأنها غير مخولة بالفصل في قضيتهما نظرا لأن الشريكتين غير معترف بهن كأسرة بموجب القانون الإسرائيلي. وقال محامي حكومي طلبت المحكمة إبداء رأيه القانوني في القضية نيابة عن الحكومة الإسرائيلية بأن الحكومة اعترضت على الموافقة على الطلب.
- قضت محكمة الناصرة الجزئية في 14 ديسمبر 2004 بأن للشركاء المثليين نفس الحقوق التي يتمتع بها الأزواج المغايرون في حقوق الميراث. ألغى هذا الحكم حكم محكمة الأسرة بأن رجلاً مسنًا من كريات شمونة لا يستحق الحقوق الزوجية. سعى الرجل للحصول على ميراث شريكه الراحل الذي عاش معه لعدة عقود. حكم قضاة الناصرة بأن مصطلح «رجل وامرأة» كما هو منصوص عليه في قانون الميراث الإسرائيلي يشمل أيضًا الشركاء المثليين. استند القاضيان اللذان أصدرا رأي الأغلبية نيسيم مامان وغابرييلا ليفاي في قرارهما إلى تفسير فضفاض لمصطلح «الشريك» كما هو محدد في أحكام قضائية أخرى كتلك التي تتناول القضايا المتعلقة بمزايا الموظفين، وطبقوا بالتالي التفسير على قانون الميراث. أصدر مناحيم بن دافيد القائم بأعمال رئيس المحكمة المركزية في الناصرة رأي الأقلية، بحجة أنه لا ينبغي تفسير النص القانوني «على عكس المعنى اللغوي». وقال متحدث باسم الحكومة إنه سيتم استئناف الحكم.
- قضت محكمة منطقة تل أبيب في ديسمبر 2004 بأنه لا يمكن للحكومة ترحيل الشريك الكولومبي لرجل إسرائيلي مثلي الجنس. دخل الكولومبي البالغ من العمر 32 عامًا إسرائيل بتأشيرة زيارة انتهت صلاحيتها لفترة طويلة وأمرت وزارة الداخلية الإسرائيلية بترحيله من شريكه الذي مواطنا إسرائيليا وجنديا في الجيش الإسرائيلي. قدم الشريكان التماسًا طارئًا إلى محكمة منطقة تل أبيب. مثلت جمعية حقوق المواطن في إسرائيل الشريكين. حكم القاضي عوزي فوغلمان بأن الحكومة تصرفت بشكل غير قانوني في محاولتها لترحيل الرجل. حكمت المحكمة العليا الإسرائيلية في عام 1999 بأن وزارة الداخلية لا تستطيع إبعاد الأجانب المتزوجين من مواطنين إسرائيليين. ويمتد قرار فوغلمان هذا ليشمل الزواج بحكم الأمر الواقع بما في ذلك الشركاء والأزواج المثليون.
- منحت وزارة الداخلية الإسرائيلية في مارس 2008 فلسطينيًا مثليًا من جنين تصريح إقامة نادرًا للعيش مع شريكه الذي دخلا في علاقة منذ 8 سنوات في تل أبيب بعد أن قال إن حياته الجنسية تعرض حياته للخطر في الضفة الغربية.[12]

##### أحداث أخرى
أقيمت مسيرة فخر المثليين لأول مرة في إيلات في عام 2001 وتعرف بفخر المثليين في إيلات.

#### بين عامي 2005 و 2009

##### حقوق الأسرة والعلاقة
قضت المحكمة العليا الإسرائيلية في 10 يناير 2005 بأن الأزواج والشركاء المثليين قادرون على تبني أطفال بعضهما البعض بشكل قانوني. أنجبت الشريكتان المثليتان «تال» و «أفيتال جاروس-هاكاك» معًا ثلاثة أطفال خلال ال15 سنة الماضية التي عاشتا فيها معا. قضت محكمة في حكم رائد ومهم في إسرائيل في نوفمبر 2005 بأنه يمكن للزوجة المثلية أن تتبنى رسميًا طفلًا مولودًا لشريكتها الحالية عن طريق التلقيح الاصطناعي من متبرع مجهول بالحيوانات المنوية؛ جاء هذا الحكم على الرغم من احتجاجات الأحزاب البرلمانية الصغيرة من اليهودية الأرثوذكسية.
سُمح لشريكتين مثليتين بتبني أطفالهن البيولوجيين لبعضهن البعض في 12 فبراير 2006 في أعقاب حكم للمحكمة العليا الإسرائيلية. مُنح الشركاء المثليون قبل ذلك للآباء الوصاية القانونية فقط على أطفال شركائهم.
حكمت محكمة الأسرة في تل أبيب في 10 مارس 2009 بأن عضو الكنيست السابق عوزي إيفن وشريكه أميت كاما بإمكانهما تبني ابنهما بالتبني يوسي البالغ من العمر 30 عامًا، مما يجعلهما أول شريكين أو زوجين مثليين في إسرائيل يُعترف قانونيا بحقهما في التبني.
سجلت بلدية القدس أول شريكين مثليين «آفي» و «بنيامين روز» في 29 يناير 2007 بعد صدور حكم من المحكمة العليا يأمرها بذلك.

##### الأحداث
جرت مسيرة فخر المثليين في القدس السنوية الرابعة في 30 يونيو 2005. مُنعت إقامة المسيرة في الأصل بواسطة حظر بلدي ٱلغي من قبل المحكمة. توصل العديد من الزعماء الدينيين في المجتمعات الإسلامية واليهودية والمسيحية في القدس إلى إجماع نادر يطلب من حكومة البلدية إلغاء تصريح السماح بإقامة مسيرة فخر في القدس. هاجم ييشاي شليسل ويهودي حريدي ثلاثة أشخاص بسكين مطبخ خلال المسيرة وحكم عليه بالسجن لمدة 10 سنوات لارتكاب الجريمة.
كان من المقرر عقد مسيرة أخرى وصفت هذه المرة بأنها حدث دولي متمثل في وورلدبرايد في صيف 2005 ولكن تم تأجيله إلى عام 2006 بسبب الضغط على قوات الشرطة خلال صيف خطة فك الارتباط الإسرائيلية أحادية الجانب. تأجل الحدث مرة أخرى بسبب الحرب بين إسرائيل وحزب الله في عام 2006. كان من المقرر عقده في القدس في 10 نوفمبر 2006، وتسبب في موجة من الاحتجاجات من قبل اليهود الحريديم حول وسط إسرائيل؛ ووقعت عدة حوادث ومظاهرات عنيفة ضد مسيرة فخر المثليين في القدس عام 2006.
قدمت الشرطة الوطنية الإسرائيلية التماسًا لإلغاء المسيرة بسبب معارضة قوية متوقعة. ٱتفق في وقت لاحق على تحويل العرض إلى تجمع داخل ملعب الجامعة العبرية في القدس في القدس. نجحت منظمة البيت المفتوح في القدس للفخر والتسامح في 21 يونيو 2007 في تنظيم عرض عسكري في وسط القدس بعد أن خصصت الشرطة آلاف الأفراد لتأمين المنطقة العامة. ٱلغي التجمع المخطط له بعد ذلك بسبب إضراب فرق الإطفاء الوطنية غير ذي الصلة والذي حال دون إصدار التصاريح المناسبة.
افتتحت مدينة تل أبيب في عام 2008 مركز مجتمع المثليين التابع لبلدية تل أبيب وهو الأول من نوعه في البلاد.
قتل مهاجم مسلح بالرصاص شخصين وأصاب 15 آخرين في هجوم على مركز للمثليين والمثليات في تل أبيب في أغسطس 2009. استنكرت الحادثة العديد من المنظمات والمسؤولين الحكوميين مثل رئيس الوزراء الإسرائيلي بنيامين نتنياهو والرئيس الإسرائيلي شمعون بيريز.

### عقد 2010
هاجم ييشاي شليسل بالسكين ستة مشاركين في مسيرة فخر المثليين في القدس في يوليو 2015. توفيت إحدى الضحايا وهي مراهقة اسمها شيرا بانكي متأثرة بجراحها. كان شليسل يهوديا أرثوذكسيا أطلق سراحه من السجن بعد أن قضى 10 سنوات في السجن لطعن مشاركين قبل سنوات في مسيرة فخر المثليين في القدس عام 2005. أعيد تسمية ساحة مركزية في القدس ب«ميدان التسامح» تخليداً لذكرى بانكي.

## انظر ايضًا
- مسيرة فخر المثليين في تل أبيب
- مسيرة فخر المثليين في القدس
- مسيرة فخر المثليين في حيفا
- حقوق المثليين في إسرائيل

## روابط خارجية
- " مهرجان سان فرانسيسكو لعرض ثقافة المثليين في إسرائيل" (). جيروزاليم بوست. 17 أبريل 2010.